# Synagoga v Lesné
Synagoga v Lesné je bývalá židovská modlitebna založená nejspíše během barokní přestavby místního zámku v roce 1787. Stojí ve východní části obce Lesná v současné době jako č.p. 77.
Budova mívala mansardovou střechu, nacházel se zde také byt pro duchovního, případně učitele, a mikve, zatímco v druhém patře byly modlitební prostory oddělené pro muže a ženy. Při východní zdi byla schrána na tóru a ve středu modlitebny stála bima.
Bohoslužby zde probíhaly do roku 1918, budovu pak roku 1927 koupil kupec, jenž ji přestavěl k obytným účelům. Od té doby původní účel stavby nic nepřipomíná.